# Il'ja Molčanov
Il'ja Igorevič Molčanov (in russo Илья Игоревич Молчанов?; Mosca, 18 febbraio 1997) è un tuffatore russo.

## Biografia
Ha rappresentato la nazionale russa ai Campionati europei di tuffi di Kiev 2019 dove ha vinto la medeglia d'argento nel concorso a squadre mista con i connazionali Ekaterina Beljaeva, Vitalija Korolëva e Viktor Minibaev.

## Palmarès
| Anno | Manifestazione | Sede     | Evento          | Risultato            | Prestazione | Note  |
| ---- | -------------- | -------- | --------------- | -------------------- | ----------- | ----- |
| 2015 | Giochi europei | Baku     | Trampolino 1m   | Argento              | 512,20 p.   |       |
| 2015 | Giochi europei | Baku     | Trampolino 3m   | Bronzo               | 520,35 p.   |       |
| 2015 | Giochi europei | Baku     | Sincro 3m       | Oro                  | 324,69 p.   |       |
| 2015 | Mondiali       | Kazan'   | Trampolino 1 m  | 17º (Qualificazione) | 343,05 p.   |       |
| 2015 | Mondiali       | Kazan'   | Sincro 3m misti | 6º                   | 306,27 p.   |       |
| 2017 | Europei        | Kiev     | Trampolino 1m   | 18º (Qualificazione) | 318,55 p.   |       |
| 2017 | Europei        | Kiev     | Sincro 3m misti | 4º                   | 280,71 p.   |       |
| 2017 | Mondiali       | Budapest | Trampolino 1m   | 11º                  | 351,90 p.   |       |
| 2017 | Mondiali       | Budapest | Sincro 3m misti | 4º                   | 270,63 p.   |       |
| 2019 | Universiadi    | Napoli   | Trampolino 1m   | Semifinale           | 321,55 p.   |       |
| 2019 | Universiadi    | Napoli   | Sincro 3m       | Argento              | 373,62 p.   | [ 1 ] |
| 2019 | Europei        | Kiev     | Squadra mista   | Argento              | 401,05 p.   |       |
| 2019 | Europei        | Kiev     | Trampolino 1m   | 6º                   | 371,90 p.   |       |
| 2021 | Europei        | Budapest | Sincro 3m misto | Bronzo               | 289,50 p.   |       |